# دنيس

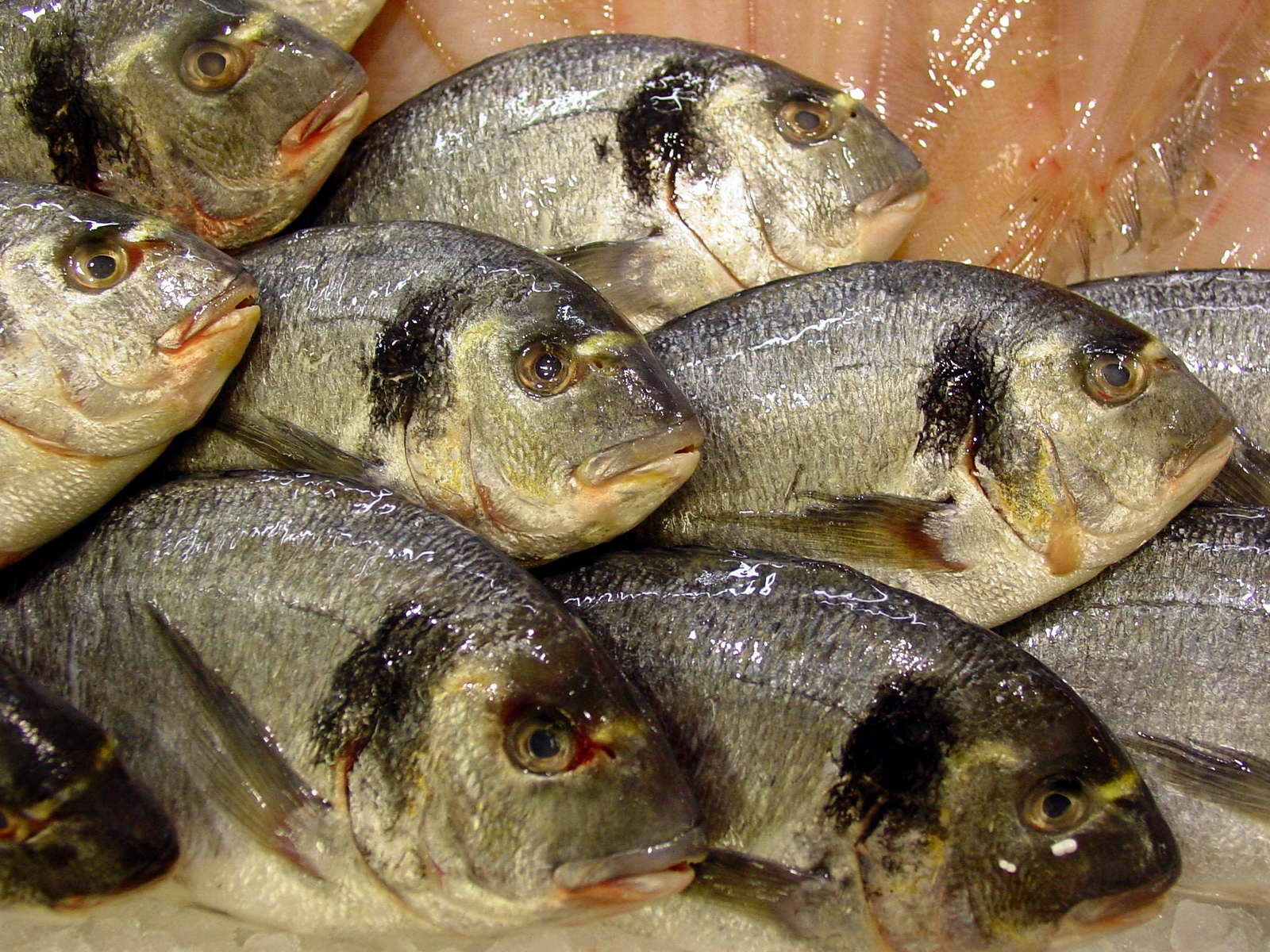

سمك الدنيس أو القجوج (بالإنجليزية: Gilt-head bream)‏ و (باللاتينية: Sparus aurata) ينتمي لعائلة الأسماك فصيلة الأسبور الموجودة في البحر المتوسط والمناطق الساحلية الشرقية من شمال الأطلنطي. تطول نحو 35 سم، ولكنها قد تطول 70 سم وقد يصل وزنها إلى 17 كغم.

## البيئة والبيولوجيا
يتواجد الدنيس في المياه البحرية والشروب، ويعتبر الدنيس حساساً لدرجات الحرارة المنخفضة (درجة الحرارة الدنيا 4 درجات مئوية)، يتواجد في مناطق الأعشاب البحرية من نوع نبتة بوسيدون المحيطية والقيعان الرملية على عمق 30 متراً. وفي الغالب تتواجد الأسماك البالغة على عمق 150 متراً. في الربيع حيث درجات الحرارة الملائمة، يتواجد في المناطق الساحلية ومصبّات الأنهار حيث يتوفر الغذاء. وتعتبر أسماك الدنيس من آكلات اللحوم حيث يتغذى بصفة أساسية على المحاريات.

## دورة الحياة
تعتبر أسماك الدنيس خنثى، حيث تكون في بداية حياتها ذكور (خلال السنة الأولى أو الثانية) ثم تتحول إلى إناث في السنة الثانية أو الثالثة وعملية تحول الجنس هذه تكون خاضعةً للظروف البيئية والاجتماعية.
يتم وضع البيض عادةً من أكتوبر إلى ديسمبر، وتستمر الحضانة لمدة يومان على درجة حرارة 16-17 درجة مئوية. وتستمر مراحل اليرقات حوالي 50 يوماً في 17.5 درجة مئوية، أو حوالي 43 يوماً في 20 درجة مئوية. يتراوح حجم البيضة من 0.1 - 9.9 ملم. ويبلغ طول اليرقات عند الفقس 2.5 - 3 ملم.

### الدول الرئيسية المنتجة لأسماك الدنيس

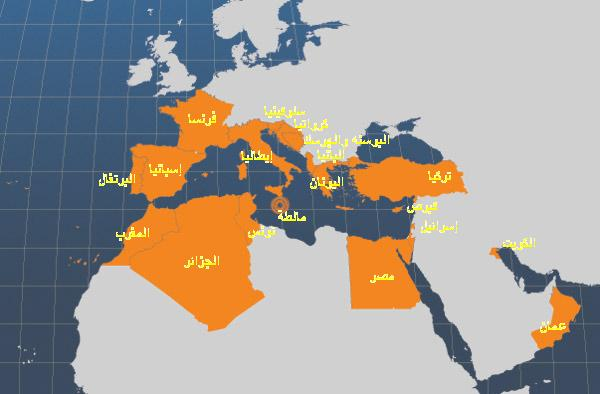
الدول الرئيسية المنتجة لأسماك الدنيس

## إستزراعه

### دورة الإنتاج
التفريخ: يتم حث الإناث على التبويض بالحقن بهرمون (GnRHa(1) (D-Ala6; Pro9Net-mGnRH ) بنسبة (5-20 ملليجرام/كجم)
الزريعة: تتغذى الزريعة خلال أول 3-4 أيام على كيس المح ثم بعد ذلك تتغذى على الروتيفر، بعد 10 - 11 يوم تتغذى على الأرتيميا مضافاً إليها بعض الأحماض الدهنية الرئيسية، وعندما تبلغ الزريعة 5 - 10 ملليغرام تتغذى على أعلاف مركبة عالية البروتين (50 - 60%)

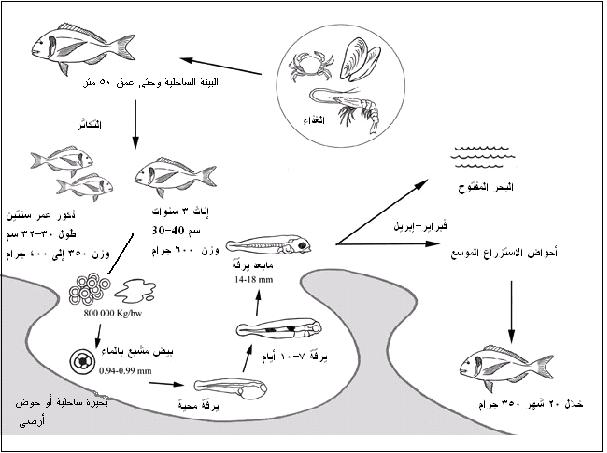
دورة إنتاج أسماك الدنيس

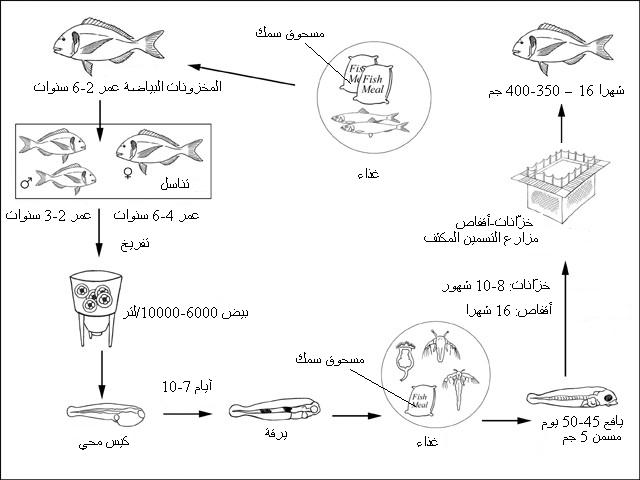
دورة إنتاج أسماك الدنيس 2